# Dolichopus delicatus
Dolichopus delicatus är en tvåvingeart som beskrevs av Aldrich 1922. Dolichopus delicatus ingår i släktet Dolichopus och familjen styltflugor.
Artens utbredningsområde är Labradorhalvön. Inga underarter finns listade i Catalogue of Life.